# Vasútszimulátor
Vasútszimulátornak olyan számítógépes videójátékokat nevezünk, amik vasúti közlekedési tevékenységeket szimulálnak.

## Fajtái
A játékok különböző valós vasúti helyzeteket szimulálhatnak:
- Vonatvezetés: Vonatot vezethetünk egy mozdony vezetőállásából,
- Gazdasági szimuláció: Egy vasúttársaságot kell irányítani,
- Forgalomirányító: A jelzők és kitérők segítségével kell a forgalmat megszervezni,
- Áruszállító: Kocsikat kell le- és felkapcsolni, majd eljuttatni a célhoz,
- Modellező: saját pályát építhetünk különösebb végső cél nélkül.

## Vasútszimulátor játékok

### Fizetős
- Southern Belle (1985) és folytatásai, Evening Star (1987) Kiadó: Hewson Consultants.
- Train Simulator (1995)
- Densa de Go! (1996)
- Hornby Virtual Railway (2000)
- Microsoft Train Simulator (2001) Fejlesztő: Kuju Entertainment. Kiadó: Microsoft.
- Microsoft Train Simulator 2 A Microsoft Train Simulator második része, jelenleg fejlesztés alatt.[1]
- Trainz (2001) Az Ausztrál Auran cég fejleszti.
- Hornby Virtual Railway 2 (2003)
- Rail Simulator (2007) Fejlesztő: Kuju Entertainment. Kiadó: Electronic Arts (EA).
- World of Subways – World of Subways
- Zusi – der Zugsimulator (2003?) Fejlesztő: Carsten Hölscher.
- Train Fever – 2014

### Freeware
- BVE Trainsim
- MaSzyna EU07-424

### Törölt játékok
- TrainMaster Train Simulator (Törölve 2006-ban)

### Egyéb
- MetroSim

## Vasúti stratégiai játékok

### Fizetős
- A-Train
- BAHN
- Chris Sawyer's Locomotion
- Railroad Tycoon sorozat
- Railroad Pioneer
- Rails Across America
- Sid Meier's Railroads!
- SIAM UK Train, Driver, and Signal Simulations
- Cities in Motion

### Freeware
- Freight Yard Manager
- OpenTTD
- Simsig
- Simutrans